# Ernst Christian Walz
Ernst Christian Walz (Weil der Stadt, 28 febbraio 1802 – Tubinga, 5 aprile 1857) è stato un filologo classico e grecista tedesco.

## Biografia
Fu insegnante al Tübinger Stift di Tubinga. Nel 1832 divenne professore associato e nel 1836 professore ordinario di filologia classica all'Università di Tubinga e direttore della collezione archeologica del Seminario filologico.
Walz, autore di diversi contributi nel campo della filologia greca classica, è ricordato principalmente per l'edizione di una serie di antiche opere retoriche greche, i Rhetores Graeci (1832-36, nove volumi). Nel 1838-39, con Johann Heinrich Christian Schubart, pubblicò un'edizione di Pausania ("Pausianae Descriptio Graeciae").